# Мъртвец сред мъртъвци
Мъртвец сред мъртъвци е втори студиен албум на българската рок група Епизод, издаден през 1993 година.

## Изпълнители
- Васил Рангелов – вокал
- Драгомир Драганов – китара
- Мирослав Гълъбов – китара

## Списък на песните
1. Сега ли точно да си трая – 6:09
2. Мъртвец сред мъртъвци – 8:09
3. За прошка моля аз – 4:44
4. Балада за любимата – 6:41
5. По ценно нещо от разкоша няма – 7:56
6. Свободен – 5:27
7. Щастлив е който я презрян – 9:02
8. Всичко знам – 4:01